# Limnocassis
Limnocassis is een geslacht van kevers uit de familie bladkevers (Chrysomelidae).
De wetenschappelijke naam van het geslacht werd in 1952 gepubliceerd door Spaeth in Hincks.

## Soorten
- Limnocassis boroveci (Borowiec, 2001)
- Limnocassis pumilio (Boheman, 1854)